# なでしこシュート!
『なでしこシュート!』は、神崎裕による日本の漫画作品。

## 概要
講談社の漫画雑誌『なかよしラブリー』の2008年春の号および夏の号、さらに『なかよし』の同年8月号において発表された。
サッカー日本女子代表を題材とした作品であり、作中には日本サッカー協会の協力を得て実在のサッカープレーヤーを実名で登場させている。
また、単行本の発売日は北京オリンピックの女子サッカー競技の初日でもあった。

## あらすじ
サッカー好きの一家に生まれ、小学生までは男子に負けないほどのプレーヤーだった上田梨々（うえだりり）。中学生になってから、モデルとして人気を得ながらもどこか満たされない日々を送っていた梨々は、ある時ひょんな事から女子サッカーのクラブチームの練習に参加するようになる。練習を通じ、次第にサッカーへの情熱を取り戻していった梨々は、ついにモデルの仕事を途中放棄してまでクラブチームの試合に参戦する。ピッチを、小学生の頃を思い出すかのように走り回るその姿を眼光鋭く見つめる一人の紳士。その紳士の正体は……。

## 書誌情報
- 神崎裕 『なでしこシュート!』 講談社〈KCデラックス〉 2008年8月6日初版発行、ISBN 978-4-063-75541-1